# Gnamptogenys panda
Gnamptogenys panda is een mierensoort uit de onderfamilie van de Ectatomminae. De wetenschappelijke naam van de soort is voor het eerst geldig gepubliceerd in 1948 door Brown.